# Buxton Memorial Fountain

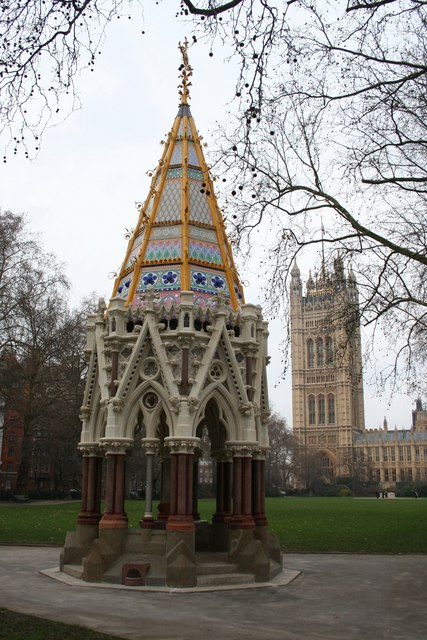
Brunnen mit dem Victoria Tower im Hintergrund

Die Buxton Memorial Fountain (dt. Buxton-Gedenkbrunnen) ist ein außer Betrieb befindlicher Trinkbrunnen in London. Auftraggeber war der Abgeordnete und Philanthrop Charles Buxton in Gedenken an seinen Vater Sir Thomas Buxton, ebenfalls Abgeordneter und Sozialreformer sowie an dessen Zeitgenossen u. a. William Wilberforce, Thomas Clarkson, Thomas Macaulay, die alle ihren Teil zur Abschaffung der Sklaverei im British Empire im Jahre 1834 durch den Slavery Abolition Act 1833 beigetragen haben.

## Entstehung
Der Hobbyarchitekt Charles Buxton schuf den neugotischen Entwurf selber mit Unterstützung durch den Architekten Samuel Sanders Teulon. Er wurde 1866 auf dem Parliament Square eingeweiht. Die kosten beliefen sich auf rund 1200 Pfund. Im Zuge der Umgestaltung des Platzes nach dem Zweiten Weltkrieg wurde der Brunnen 1949 abgebaut und erst 1957 an seinem jetzigen Standort in den Victoria Tower Gardens wieder errichtet. 
Ab 2006 wurde der Brunnen restauriert und am 25. März 2007 wieder der Öffentlichkeit übergeben. Bei dem Datum handelte es sich um den 200. Jahrestag des Slave Trade Act 1807, der zwar die Sklaverei an sich noch nicht abschaffte, aber immerhin den Sklavenhandel.

## Gestaltung

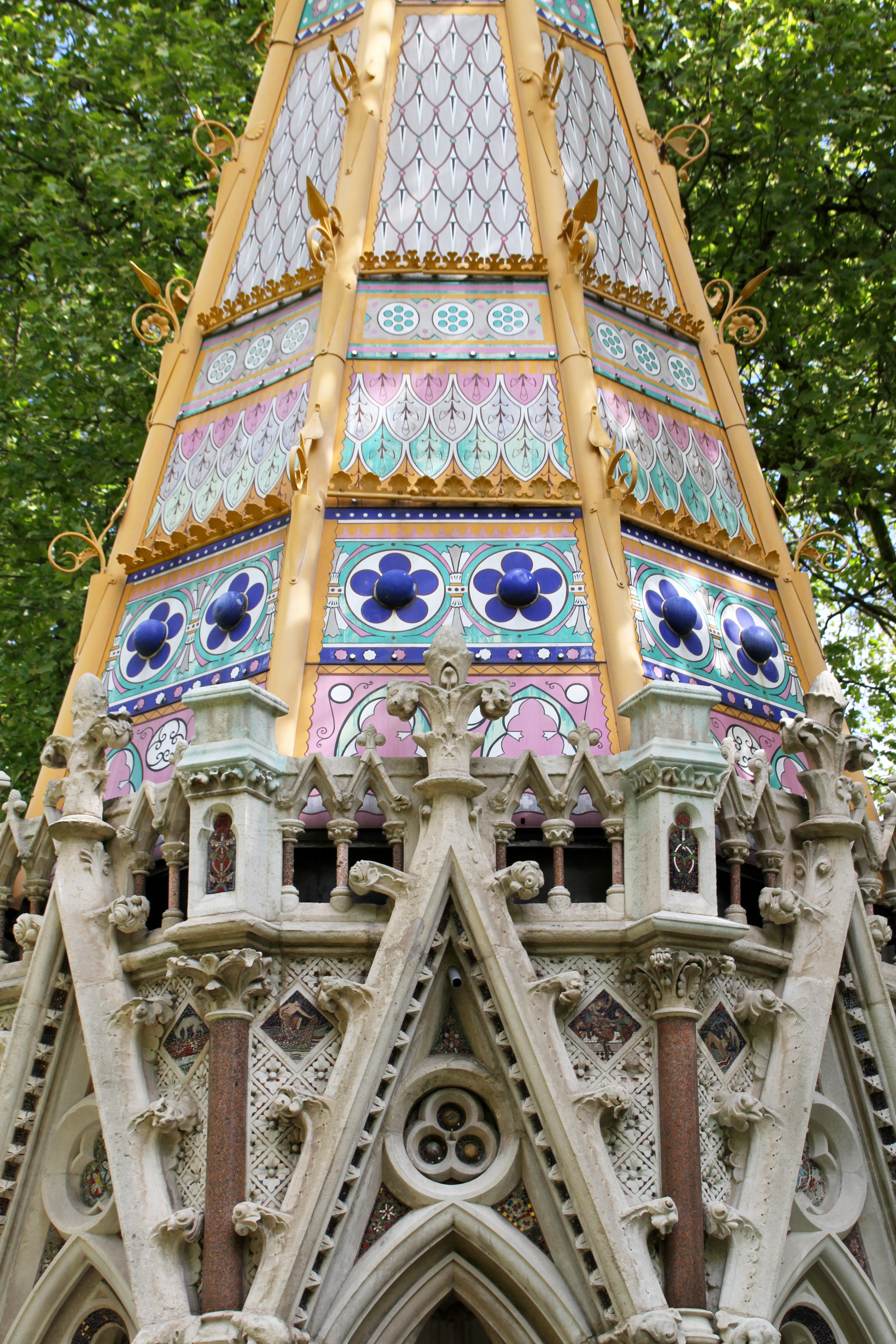
Emailleelemente und Maßwerk

Der Grundriss des Pavillons ist achteckig. Der eigentliche Brunnen liegt im Inneren des Pavillons, das man über drei Stufen erreicht. An einem zentralen Pfeiler aus grauem Granit sind vier Becken angebracht. Das Wasser trat aus vier Löwenmäulern aus.  
Auf acht vierteiligen Säulengruppen aus rotem Granit ruht ein Maßwerk aus Kalkstein. Es ist mit Halbsäulen, Mosaiken sowie floralen und tierischen Elementen verziert. Auf acht kleinen Sockeln zwischen den Fialen standen einst Bronzefiguren von englischen Herrscher verschiedener Epochen, u. a. von Caratacus, Anführer der südenglischen Catuvellaunen, dem anglo-skandinavischen König Knut der Große, dem Angelsachsen Alfred der Große, Wilhelm dem Eroberer und schließlich von Königin Victoria. Sie wurden inzwischen mehrfach entwendet und fehlen zur Zeit.
Markantestes Merkmal ist das Dach in Form einer achtseitige Pyramide. Sie ist mit farbenfrohen emaillierten Eisenelemten mit neobyzantinischem Einfluss verkleidet.